# UFC Fight Night: Maia vs. LaFlare
UFC Fight Night: Maia vs. LaFlare（ユーエフシー・ファイトナイト：マイア・バーサス・ラフレアー、別名UFC Fight Night 62）は、アメリカ合衆国の総合格闘技団体「UFC」の大会の一つ。2015年3月21日、ブラジル・リオデジャネイロ州リオデジャネイロのマラカナンジーニョ体育館で開催された。

## 大会概要
本大会ではデミアン・マイアとライアン・ラフレアーによるウェルター級ワンマッチが組まれた。
キャリア5戦全勝のベントレー・サイラーがUFCデビュー。

## 試合結果

### アーリープレリム
第1試合 フライ級ワンマッチ 5分3R
○  フレディ・セラーノ vs.  ベントレー・サイラー ×
3R 1:34 KO（右アッパー）
第2試合 ライト級ワンマッチ 5分3R
○  クリストス・ギアゴス vs.  ジョルジ・ジ・オリヴェイラ ×
1R 3:12 リアネイキドチョーク

### プレリミナリーカード
第3試合 ライト級ワンマッチ 5分3R
○  レオナルド・マフラ vs.  ケイン・カリゾーサ ×
3R終了 判定3-0（30-26、30-27、30-27）
第4試合 ライト級ワンマッチ 5分3R
-  レアンドロ・シウバ vs.  ドリュー・ドーバー -
2R 2:45 ノーコンテスト（誤審）
第5試合 フェザー級ワンマッチ 5分3R
○  ケヴィン・ソウザ vs.  菊野克紀 ×
1R 1:31 KO（右ストレート）
第6試合 ライト級ワンマッチ 5分3R
○  フランシスコ・トリナウド vs.  アクバル・アレオラ ×
3R終了 判定3-0（30-27、30-27、30-27）

### メインカード
第7試合 フェザー級ワンマッチ 5分3R
○  ゴドフレド・ペペイ vs.  アンドレ・フィリ ×
1R 3:14 三角絞め
第8試合 ライト級ワンマッチ 5分3R
○  ギルバート・バーンズ vs.  アレックス・オリベイラ ×
3R 4:14 腕ひしぎ十字固め
第9試合 女子バンタム級ワンマッチ 5分3R
○  アマンダ・ヌネス vs.  シェイナ・ベイズラー ×
1R 1:56 TKO（右ローキック）
第10試合 ライト級ワンマッチ 5分3R
○  レオナルド・サントス vs.  トニー・マーティン ×
2R 2:29 リアネイキドチョーク
第11試合 ウェルター級ワンマッチ 5分3R
○  エリック・シウバ vs.  ジョシュ・コスチェック ×
1R 4:21 ギロチンチョーク
第12試合 ウェルター級ワンマッチ 5分5R
○  デミアン・マイア vs.  ライアン・ラフレアー ×
5R終了 判定3-0（48-46、48-46、48-46）

### 各賞
ファイト・オブ・ザ・ナイト： 該当なし
パフォーマンス・オブ・ザ・ナイト： ギルバート・バーンズ、ゴドフレド・ペペイ、ケヴィン・ソウザ、フレディ・セラーノ
各選手にはボーナスとして5万ドルが授与された。

### カード変更
負傷などによるカードの変更は以下の通り。
- ジョシュ・トムソン → アレックス・オリベイラ（第8試合）

- マット・ワイマン → トニー・マーティン（第10試合）

- ベン・ソーンダース → ジョシュ・コスチェック（第11試合）

- ユライア・フェイバー vs. ハファエル・アスンソン → アスンソンの負傷により中止